# Leda y el cisne (Miguel Ángel)
Leda y el cisne es un cuadro perdido de Miguel Ángel, pintado hacia 1530 y conocido actualmente por copias y por estudios preparatorios del propio artista. El tema del cuadro era el mito griego de Leda y el cisne.  

## Historia
Alfonso I de Este, duque soberano de Ferrara, se desplazó a Roma en 1512 para reconciliarse con el papa Julio II, que lo había excomulgado en el verano de 1510 por haberse aliado con el rey Luis XII de Francia contra Venecia. Tras obtener la absolución del papa, Alfonso se detuvo unos días en la ciudad, consiguiendo un permiso para inspeccionar desde los andamios el techo de la Capilla Sixtina, cuya bóveda estaba siendo pintada entonces al fresco por Miguel Ángel y se encontraba ya casi finalizada. Desde entonces conservó por el artista una enorme admiración. 
En 1529 el artista pasó una corta estancia en Ferrara, durante la cual “el duque le recibió con grandes demostraciones de alegría”, según el relato de Ascanio Condivi (que lo menciona en la biografía que escribió sobre Miguel Ángel cuando el artista todavía estaba vivo), y añade que el duque “abrió la habitación donde guardaba sus tesoros, mostrando todo su contenido con sus propias manos”. En el momento de marcharse, el duque le dijo en broma a Miguel Ángel: “Ahora sois mi prisionero. Si queréis que os ponga en libertad, exijo que prometáis hacerme algo de vuestra mano, según vuestro gusto y fantasía, ya sea escultura o pintura”.
Cuando regresó a Florencia Miguel Ángel pintó para el duque Leda y el cisne, un tema proveniente de la mitología griega. Cuando el cuadro estuvo acabado, el duque envió a Florencia para recoger la obra a uno de sus cortesanos junto con una carta en la que se dirigía a Miguel Ángel como “queridísimo amigo”. No obstante, en el momento de la recogida el enviado del duque ofendió a Miguel Ángel al referirse al cuadro como “una poca cosa” y, al parecer, trató al artista con menosprecio. A continuación se produjo una discusión y el artista puso en la calle al enviado del duque, que como consecuencia se quedó sin el cuadro. Según Condivi, Miguel Ángel regaló la obra a su criado Antonio Mini, que estaba a punto de emigrar a Francia. La obra, junto con su cartón, fue en efecto cedida, tal vez como un regalo o tal vez para ser vendida, a Antonio Mini, quien en 1531 la llevó a Francia. En 1532 fue dejada en depósito al rey Francisco I de Francia, que tal vez la compró más tarde y la destinó al Palacio de Fontainebleau. Lo que ocurrió posteriormente no está claro. A finales del siglo XVII se dijo que el original fue quemado por orden de Des Noyers, Superintendente de Fontainebleau, que consideraba indecente el cuadro. No obstante, hasta el momento no se ha encontrado evidencia de que esto ocurriera así. Parece que Francesco Milizia la vio "maltratada" en 1740, pero desde entonces no se tienen más noticias.

## Descripción
A pesar de que tanto la pintura como su cartón se encuentran perdidos actualmente, conocemos la composición por un detallado grabado de Cornelis Bos. El tema estaba tomado de la antigua mitología griega y representaba la unión carnal entre Leda y Zeus, este último metamorfoseado en un cisne. Como consecuencia de esta unión Leda puso posteriormente dos huevos, y de cada uno de ellos nacieron dos niños: Cástor y Pólux, y Helena y Clitemnestra. La composición original de Miguel Ángel, tal como muestra el grabado de Cornelis Bos, incluía a Cástor y Pólux ya nacidos y a un huevo aún sin eclosionar.  
La pose de Leda parece derivar de modelos de época romana extraídos de relieves de sarcófagos y de gemas, y es similar a la de la escultura de Miguel Ángel que representa a La Noche, a la izquierda del sarcófago de la tumba de Giuliano de Médicis en la Sacristía Nueva de la Basílica de San Lorenzo en Florencia, completada en 1531.  
Se desconoce el tamaño exacto de la pintura, pero según Condivi era muy grande.

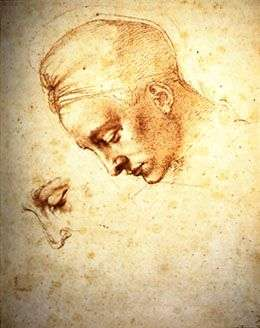
Estudio para la cabeza de Leda, 1529-1530, almagre sobre papel, Casa Buonarroti, Florencia

Se conserva un dibujo preparatorio de la cabeza de Leda en la Casa Buonarroti de Florencia, universalmente aceptado como autógrafo. Dada su gran expresividad y grado de acabado se ha supuesto que podría tratarse del dibujo previo para el cartón preparatorio para el cuadro. El modelo utilizado para dibujar la cabeza podría haber sido un hombre, pues lleva puesto un pañuelo que utilizan habitualmente los escultores para protegerse del polvo. Es posible que Miguel Ángel utilizara como modelo a un joven garzone, es decir, un aprendiz o un ayudante. Posteriormente el pintor habría feminizado más aún su fisionomía y habría añadido el trenzado del pelo y la diadema que se aprecian en las copias que han sobrevivido del cuadro.

## Copias e influencia
Además del grabado de Cornelis Bos se conservan también otros grabados de la obra, incluido uno que parece particularmente fiel, de Nicolas Béatrizet, en el que también aparecen Cástor y Pólux.
Junto a los grabados existen diversas copias y versiones en pintura. La más conocida se encuentra en la National Gallery de Londres y es posible que sea una copia hecha por Rosso Fiorentino del cartón original de Miguel Ángel: el mecenas italiano Cassiano dal Pozzo menciona haber visto durante su visita a Fontainebleau en 1625 una Leda de Rosso pintada según un dibujo de Miguel Ángel. Otras copias están en la Gemäldegalerie en Dresde, en la de Berlín, el Museo Correr en Venecia y en la Casa Buonarroti en Florencia. 
También Rubens realizó una copia de la obra perdida de Miguel Ángel, que se conserva en el Museo de Bellas Artes de Houston. Algunas de las obras posteriores de Rubens translucen claramente la influencia que dejó en él el trabajo de Miguel Ángel, como por ejemplo su cuadro Sansón y Dalila, en el cual la pose de la figura de Dalila deriva claramente (aunque representada al revés) de la Leda de Miguel Ángel, pero con un aire más sensual y femenino.
La escultura Leda y el cisne de Bartolomeo Ammannati deriva también claramente de la obra perdida de Miguel Ángel.

## Galería

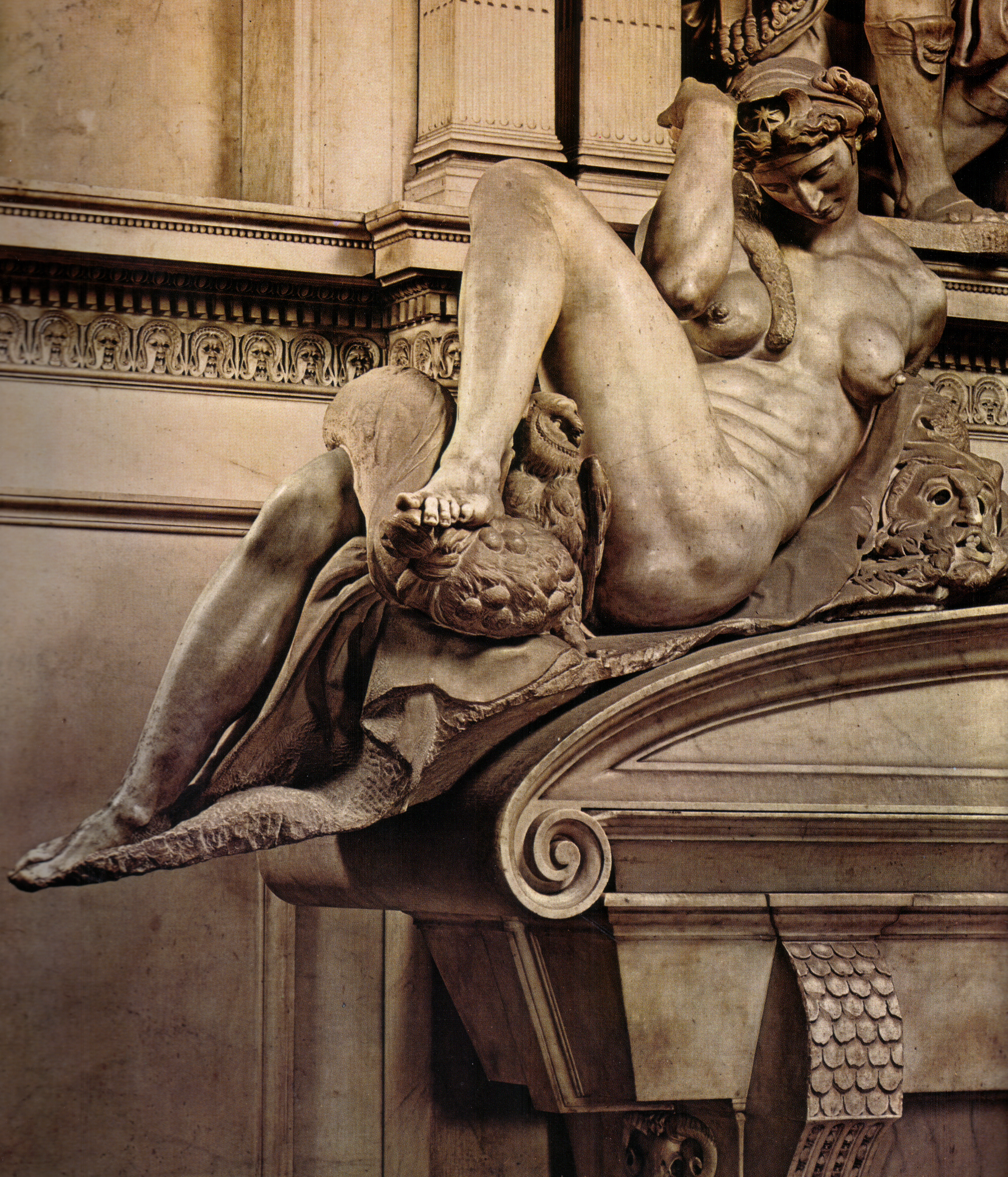
Escultura de Miguel Ángel representado a La noche. Tumba de Giuliano de Médicis, Sacristía Nueva de la basílica de San Lorenzo, Florencia
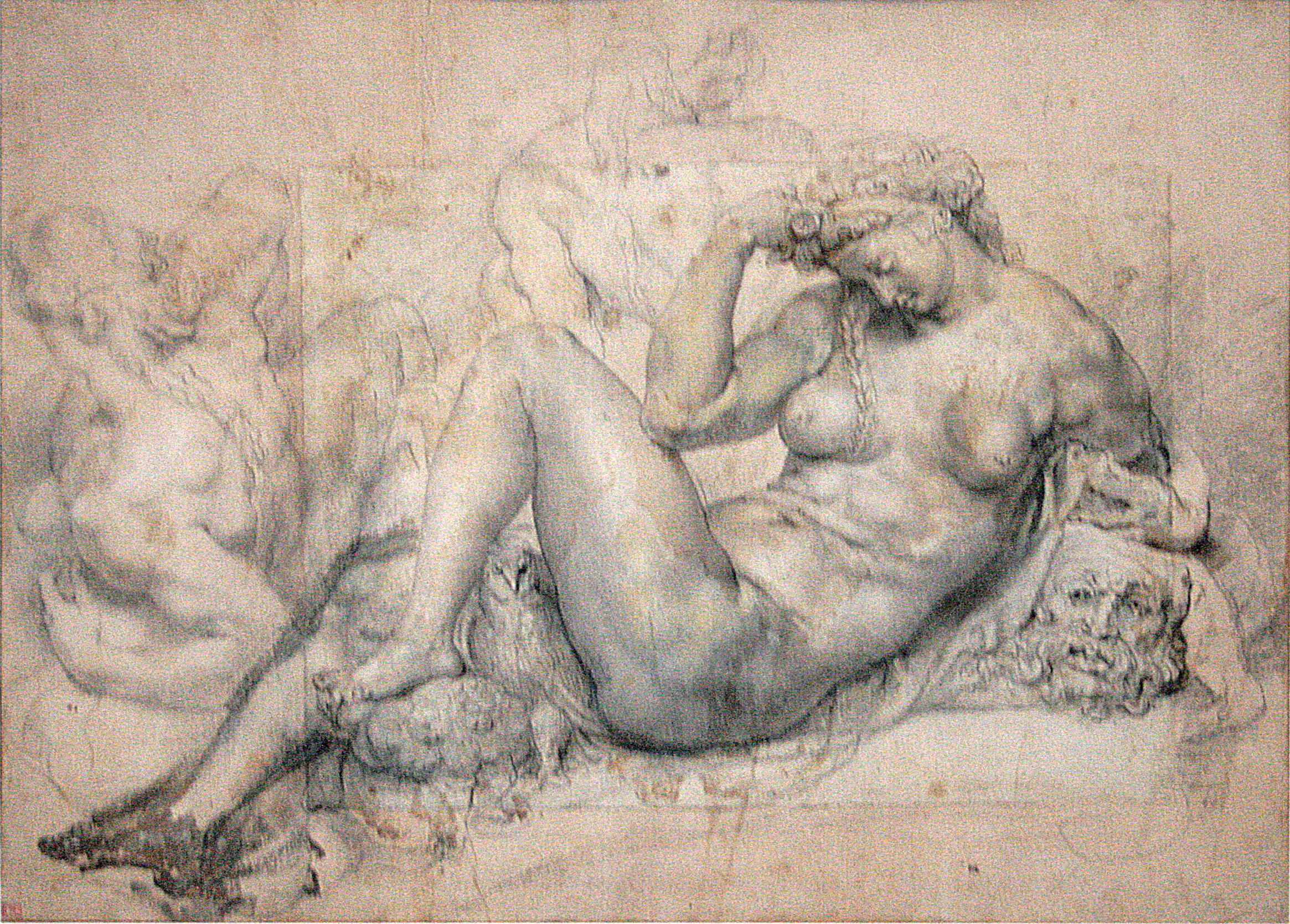
Dibujo de La noche, por Rubens, hacia 1601-1603, Museo del Louvre, París
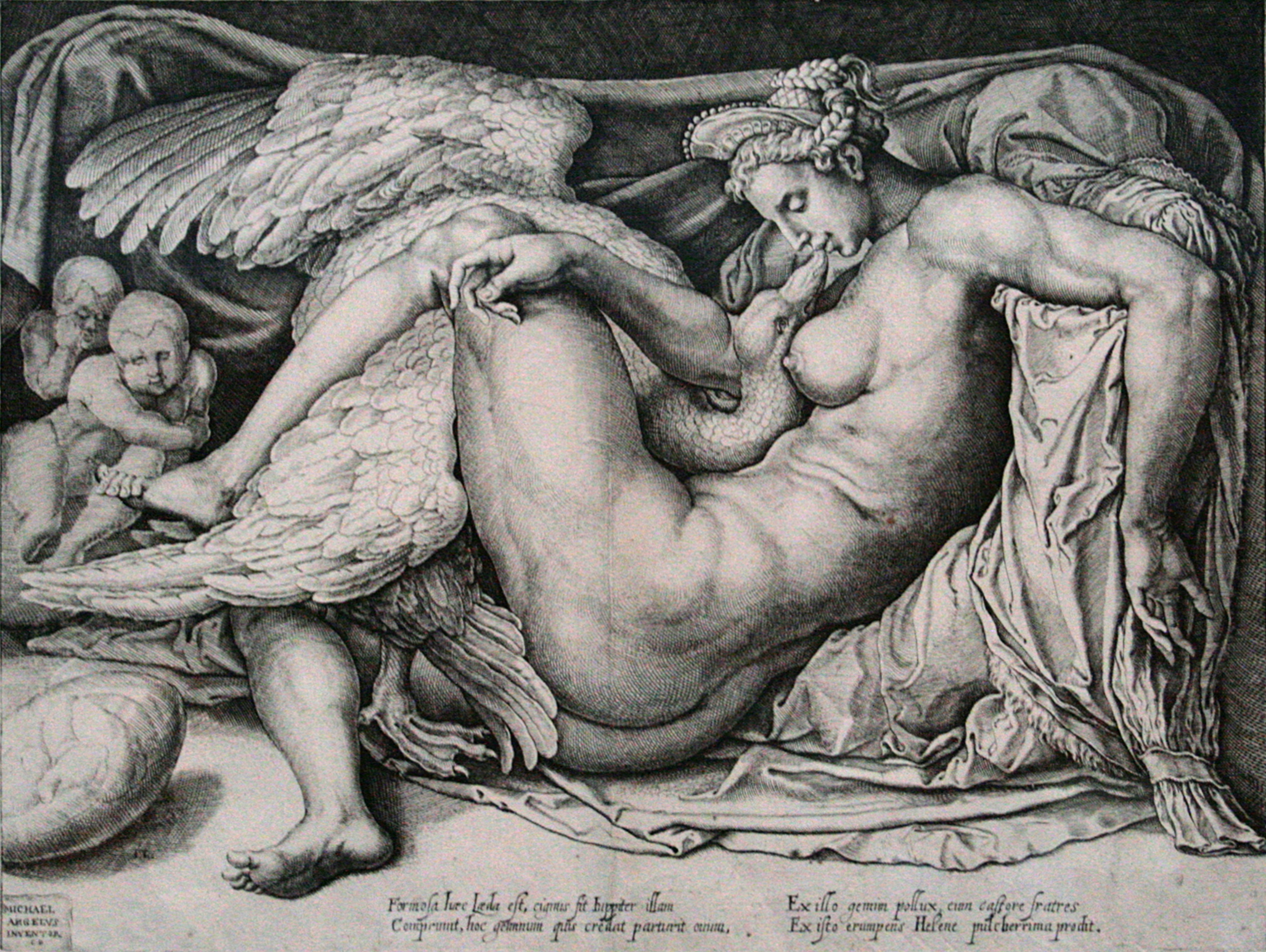
El grabado de Cornelis Bos, hacia 1530-1550, Museo Británico, Londres
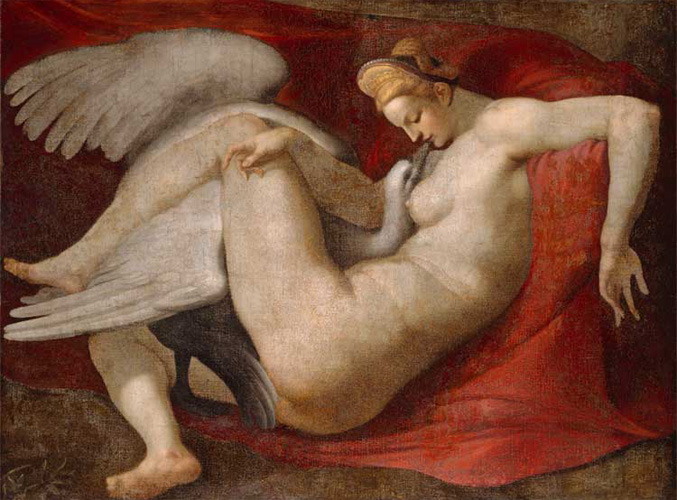
Copia anónima de la National Gallery, tal vez obra de Rosso Fiorentino, Londres
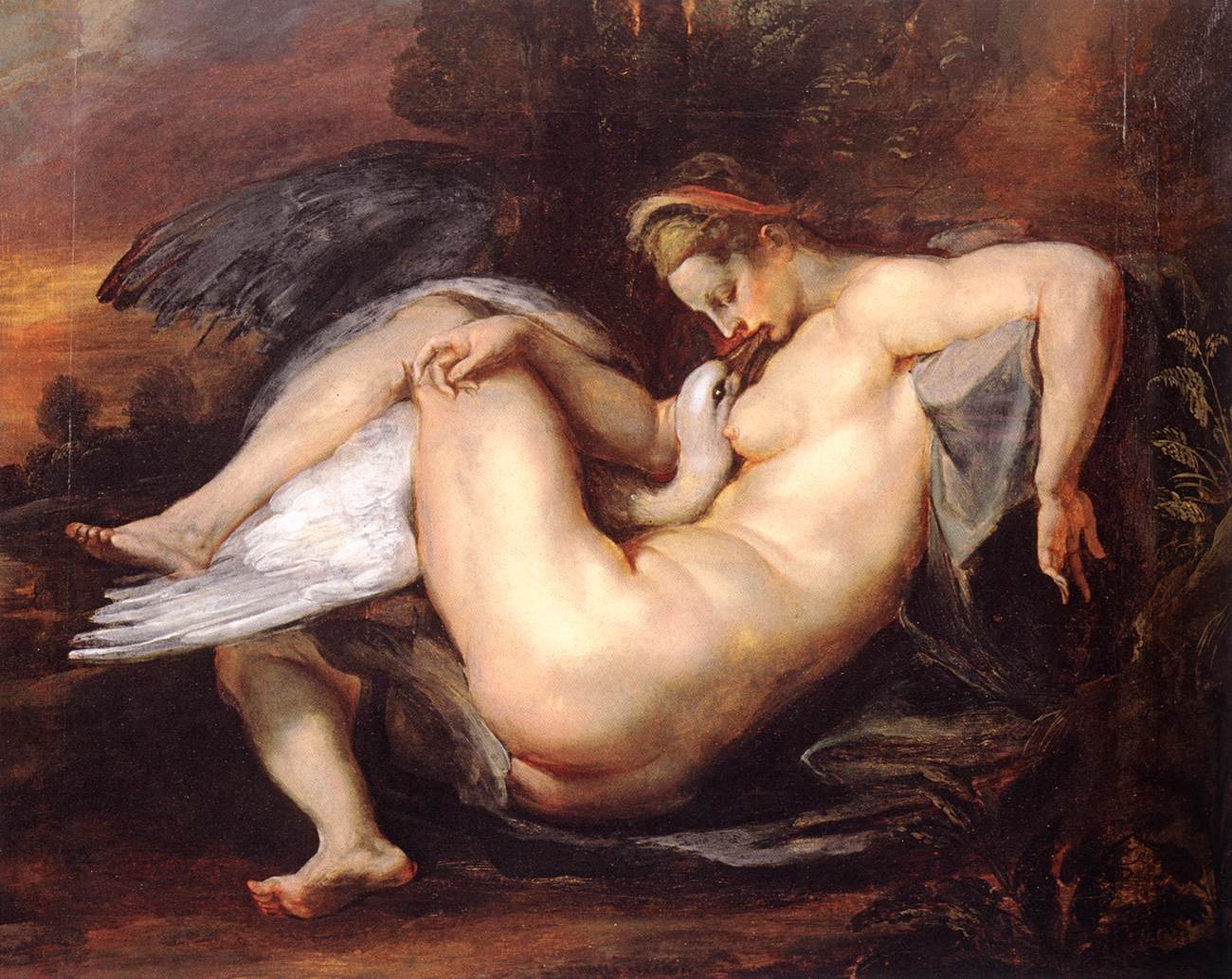
Copia realizada por Rubens, 1601, Museo de Bellas Artes de Houston
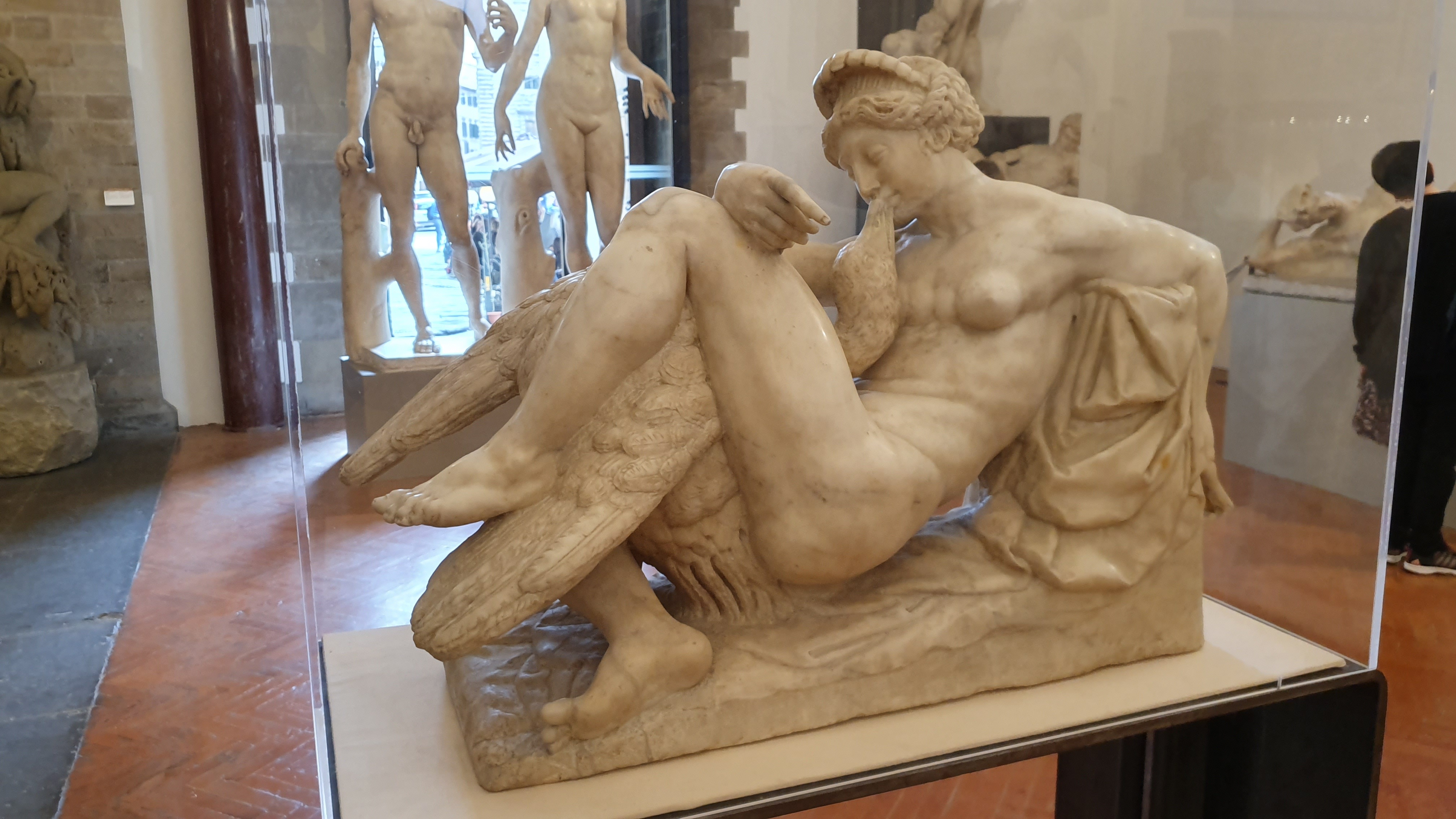
Leda y el Cisne, escultura de Bartolomeo Ammannati, 1540, Museo del Bargello, Florencia
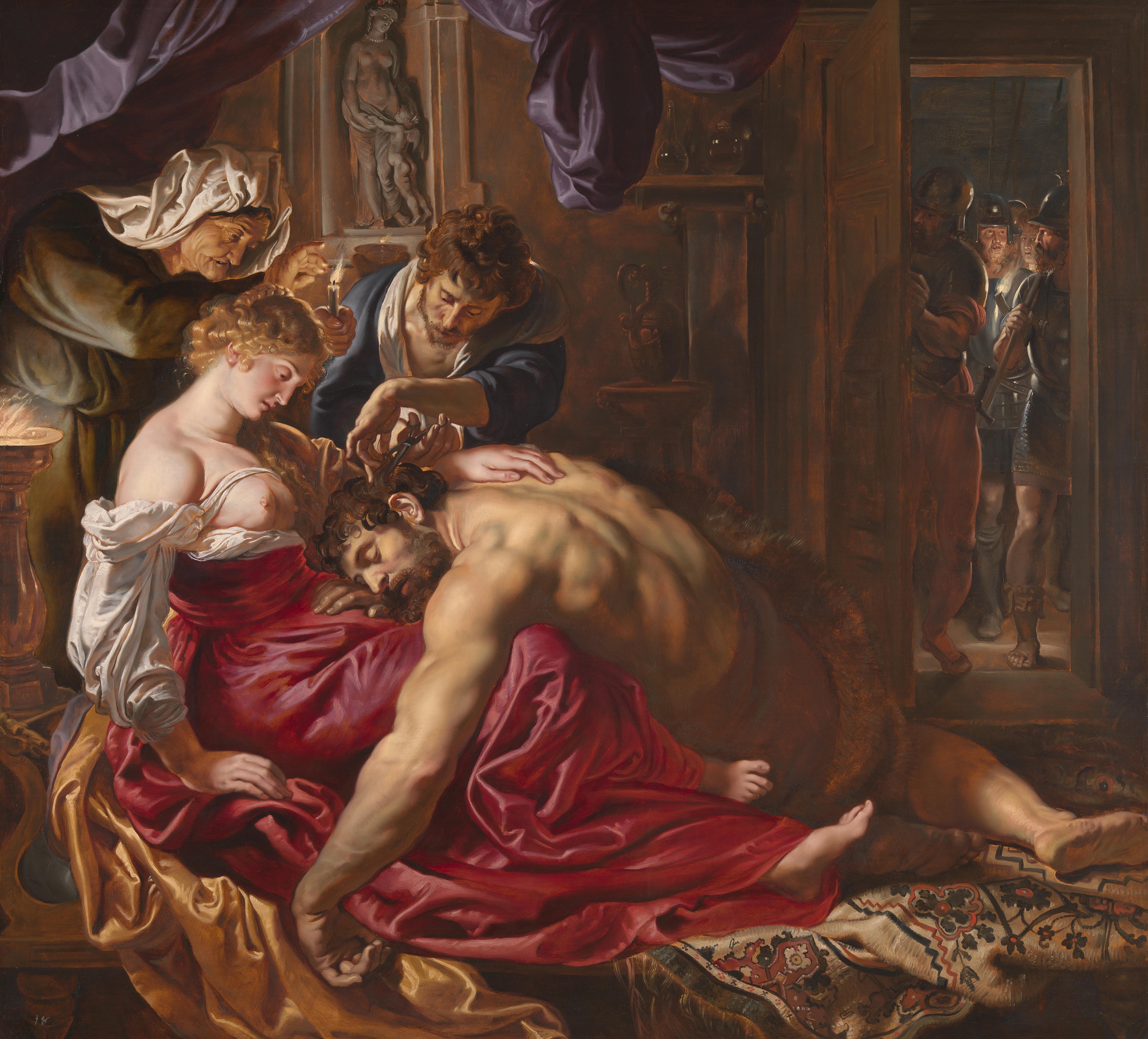
Sansón y Dalila, de Rubens, hacia 1609-1610, National Gallery, Londres